# Can Ramis-Milans
Can Ramis-Milans és una casa d'Arenys de Mar inclosa a l'Inventari del Patrimoni Arquitectònic de Catalunya. Està situada a la cantonada del carrer d'Avall amb la Riera, i amb la façana principal a aquesta darrera.

## Història
Va ser projectada per Joan Ballescar i construïda entre 1722 i 1723 per encàrrec de Josep Milans i Lleu (1660-1743), coincidint amb les noces de la seva filla Francesca de Milans i Forest amb Francesc Ramis i Masferrer (1694-1766), de Sant Celoni.

## Descripció

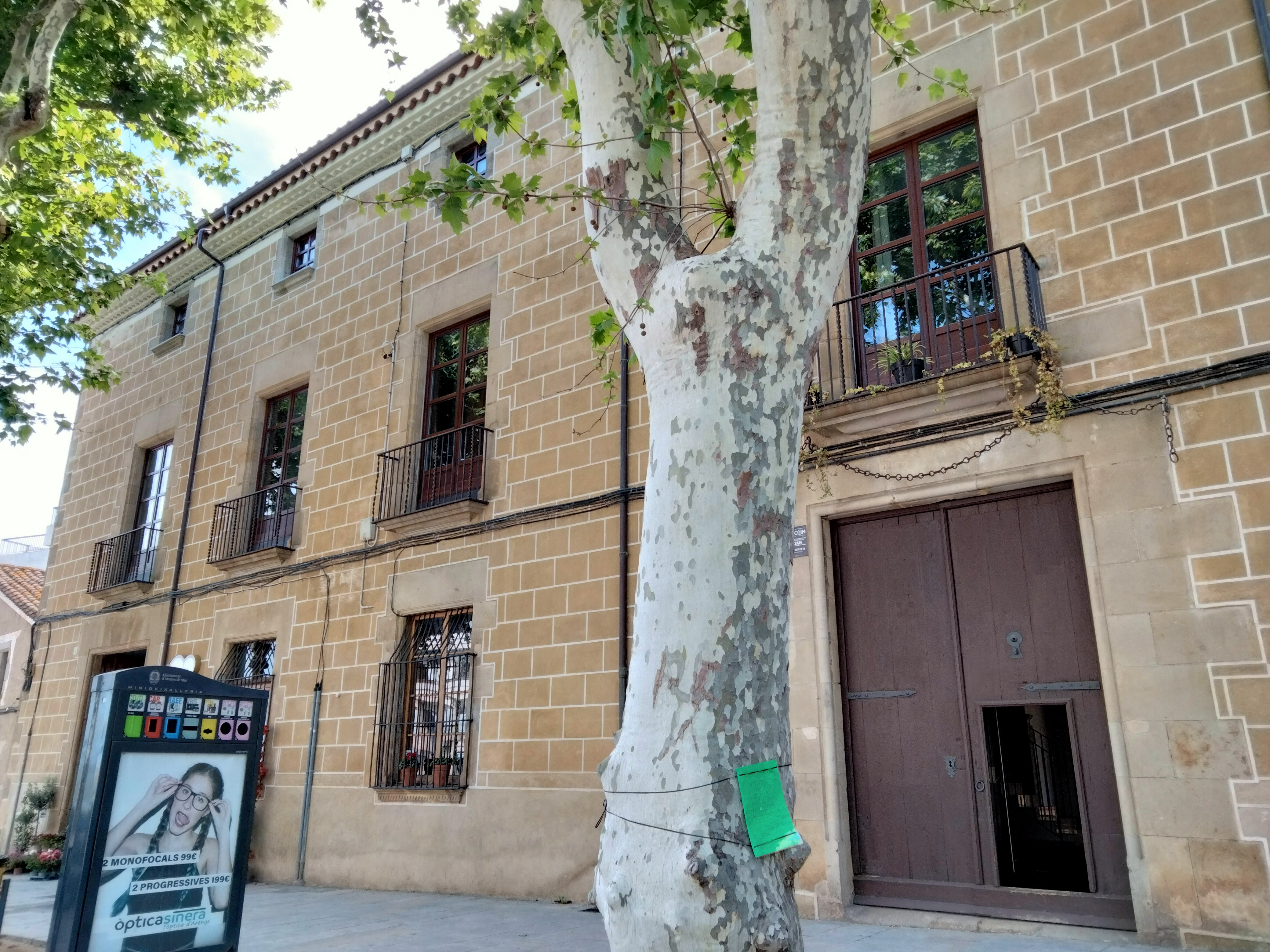
La casa un cop acabades les obres de restauració (2023)

De gran dimensions, consta de planta baixa, pis i golfes. Les obertures estan emmarcades amb pedra, simètricament col·locades, la teulada és a tres vessants. Té tres façanes, una de les quals dona a un jardí interior, que també té accés pel carrer lateral, i les cantonades també són de pedra. A la planta baixa hi ha obertures que són finestres i altres portes, aquestes tenen una motllura cilíndrica que discorre per brancals i llinda. Al primer pis, les obertures són totes balcons, aquest també tenen aquesta decoració, al segon pis o golfes, les obertures són més petites i són finestres. Hi ha una cornisa que tanca la façana.